# Rít
Rít là một âm thanh rung rinh được tạo ra bởi một số họ mèo và hai loài genetta. Nó đặc trưng về độ to và âm sắc giữa các loài và trong cùng một loài động vật. Mèo là một họ động vật có vú thuộc bộ ăn thịt và được gọi một cách không chính thức là mèo.
Mặc dù tiếng rít là đặc trưng của họ mèo và họ cầy, các loài động vật khác như gấu trúc cũng tạo ra tiếng kêu giống như tiếng rít. Động vật tạo ra âm thanh giống như tiếng rít bao gồm cầy lỏn, gấu, lửng, cáo, linh cẩu, thỏ, sóc, chuột lang nhà, lợn vòi, vượn cáo đuôi chuông và khỉ đột khi ăn. Động vật rít lên vì nhiều lý do bao gồm để thể hiện hạnh phúc hoặc sợ hãi và như một cơ chế phòng thủ. Nó cũng đã được chứng minh rằng mèo rú lên để kiểm soát cơn đau và làm dịu chính mình.